# Mabel, Fatty and the Law
Mabel, Fatty and the Law ist ein US-amerikanischer Stummfilm von Roscoe Arbuckle aus dem Jahr 1915.

## Handlung
Mabel erwischt ihren Mann Fatty beim Flirt mit dem Hausmädchen. Sie streitet mit Fatty und treibt das Hausmädchen erneut zur Arbeit an. Der Ehemann des Hausmädchens erscheint und schenkt seiner Frau einen Hut.
Mabel und Fatty gehen in den Park spazieren. Schilder weisen darauf hin, dass kuscheln nicht erlaubt ist, und so liest Mabel an Fattys Seite, der sich langweilt. Auch das Hausmädchen und ihr Partner sind in den Park gegangen, wo der Mann zu rauchen anfängt und das Hausmädchen schon bald geht, um sich ein Eis zu kaufen. Fatty gesellt sich zu ihr und beginnt zu flirten. Auch der Ehemann des Hausmädchens flirtet – mit der allein zurückgebliebenen Mabel. Fatty und das Hausmädchen und deren Ehemann und Mabel gehen jeweils gemeinsam durch den Park und werden prompt von der Polizei erwischt. Während Mabel und dem Mann des Hausmädchens die Flucht gelingt, werden das Hausmädchen und Fatty inhaftiert. Nur gegen eine Kaution von 30 Dollar können sie das Gefängnis verlassen. Andernfalls drohen 30 Tage Haft. Beide benachrichtigen ihre jeweiligen Partner, die schließlich mit schlechtem Gewissen und heimlicher Angst auf dem Polizeirevier erscheinen und die Kaution hinterlegen.

## Produktion
Der Film wurde am 18. Januar 1915 fertiggestellt und kam zehn Tage später zur Uraufführung. Unter dem Titel Fatty’s Spooning Days wurde er 1918 von der W.H. Productions Company in neuer Schnittfassung erneut aufgeführt.